# 咲永
咲永株式会社（しょうえい）は、日本の消費者金融業者。

## 概要
ライブドアとシークエッジが、合弁でファクタリング事業会社の株式会社ライブドアファクタリングを設立。その後、ライブドアとセシールの子会社である株式会社セシールクレジットサービスとなる。2009年からネオライングループ入り。2012年にネオライングループの再編に伴いグループを離脱。

## 沿革
- 2004年3月8日 - 株式会社ライブドア (51%) と株式会社シークエッジ (49%) のファクタリング事業合弁会社として、株式会社ライブドアファクタリング設立。
- 2005年2月1日 - 株式会社ライブドア（現 株式会社LDH）がファイナンス事業について会社分割を実施し、株式会社ライブドアフィナンシャルホールディングス（以下、ライブドアフィナンシャルHD）を設立したため、同社の子会社となる。
- 2006年
  - 3月17日 - シークエッジが保有する全株式を譲渡し、ライブドアの完全子会社となる。
  - 6月12日 - 株式会社セシールが株式会社ライブドアファクタリングの株式50%を取得し、社名を株式会社セシールクレジットサービスに変更。
  - 9月 - 金融事業に係る貸金債権を譲渡し、セシール会員向け融資事業を開始。
- 2007年
  - 2月1日 - 親会社のライブドアフィナンシャルHDが、社名をかざかフィナンシャルグループ株式会社に変更し、かざかグループとなる。
  - 10月 - 株式会社パルライフ（プロミスの完全子会社）が、株式会社セシールクレジットサービスの株式66.5%を取得し、子会社化。
- 2009年
  - 3月31日 - 株式会社セシールクレジットサービスの株式の内、株式会社パルライフが66.5%（123株）すべてを、株式会社セシールが19.5%（39株）すべてを、それぞれネオラインキャピタル株式会社に譲渡。
  - 4月1日 - 社名を株式会社フロックスカードに変更。
- 2012年
  - 1月31日 - ネオラインキャピタルの親会社ネオラインホールディングス株式会社はフロックスカード株をすべて第三者に譲渡。
  - 3月27日 - 本社を移転（かつてのネオライン系列であるサンライフ株式会社、アペンタクル株式会社と同じ場所）。咲永株式会社に商号変更。